# Валькірія
Валькі́рії (старонорв. valkyrjur — «ті, що обирають загиблих», однина — valkyrja) — у скандинавській міфології войовничі діви, які беруть участь в розподілі перемог і смертей в битвах, помічниці Одіна. Нижчі жіночі божества — диси, що слугують йому.

## Міфологія
Перша поява валькірій відбулась у Пророкуванні вельви, 30-ій строфі:

| Зріла валькірій: вона всюдисущих, ладних рушати: до Готів краïни; Скульд має щита а Скогуль інша, Гунн, Хільд, Гьондуль: і Гейрскогуль. Нині всі названі: норни Володаря, ладні рушати: полем валькір'ï. |
| |

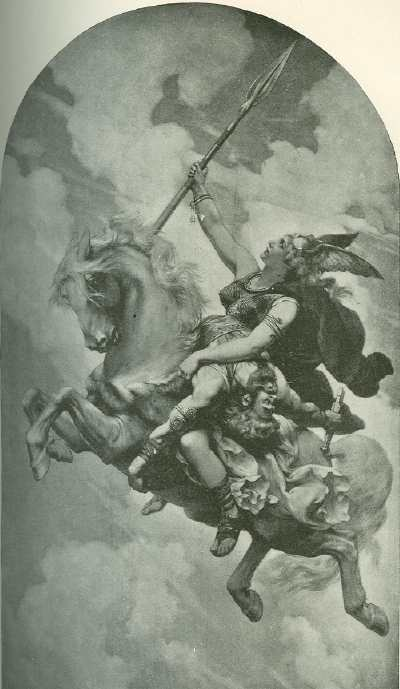
Валькірія на ілюстрації Еміля Баяра

Спочатку валькірії були зловісними духами битв, ангелами смерті, які отримували задоволення від виду кривавих ран. У кінному строю проносилися вони над полем бою, немов стерв'ятники, і ім'ям Одіна вершили долі воїнів.
Метою валькірій було вибрати найбільших героїв серед загиблих та перенести їх у Валгаллу, де вони ставали ейхер'яр — героями, що на чолі із Одіном битимуться із армією мертвих та Йотунів в час Раґнароку.
Сучасний образ валькірій як витончених та благородних дів, що несуть загиблих героїв до Валхалли, багато в чому точний, але перебільшує їх приємні якості. Хоча у сучасному попмистецтві валькірії часто зображаються як прекрасні діви на крилатих конях, стародавніми скандинавам вони уявлялись швидше як вершниці на вовках-пожирачах трупів загиблих. На користь цієї версії свідчить те, що в скандинавській поезії вовки називаються «кеннінґами», дослівно — кінь валькірії.
Самі валькірії уявлялись схожими на ворона, що кружляє над полем бою та «вибирає» тіла. Тому, ймовірно, вважалось, що зграї вовків та ворони, що пожирали тіла загиблих, слугували вищим силам.
Про невідповідність популярного іміджу валькірій їх історичному образу свідчить також ісландська «Сага про Ньяла». У ній збереглась «Пісня валькірій», а сама сага розповідає, як під час битви у 1014 році між ірландськими дружинами та вікінгами, дванадцять валькірій, сидячи на ткацькому верстаті і переплітаючи трагічну долю воїнів (що дуже нагадує норнів), ткали тканину їхньої долі із людських кишок та співали цю пісню. Вони використовують відрізані голови для ваг, а мечі та стріли для загонів, увесь час скандуючи свої наміри із зловісним захопленням.

## Валькірії в уявленні інших народів
Для англосаксів валькірії (давньоангл. wælcyrie, однина wælcyrge) були духами жіночої різанини.
У кельтів, з якими норвезькі та інші германські народи протягом багатьох століть здійснювали плідний культурний обмін, валькірії нагадували богинь війни Бадб та Морріган.